# Loop (album)
Loop è l'album di debutto dei 24 Grana, pubblicato nel 1997.

## Descrizione
Vesuvio è una cover del noto pezzo dei Zezi, gruppo Operaio di Pomigliano d'Arco.
Lu Cardillo è una canzone in dialetto napoletano del '700, il cui autore è tuttora ignoto.

## Tracce
1. Loop – 4:27
2. Introdub – 4:08
3. 1799 – 5:02
4. Vesuvio – 4:51
5. Frate E Sore – 4:38
6. Pixel – 4:07
7. Treno – 4:37
8. Patrie Galere – 5:45
9. Perso Into 'O Cavero – 4:55
10. Lu Cardillo – 4:40